# ЛМ-33
ЛМ-33 — радянський чотиривісний трамвай, що випускався Ленінградським вагоноремонтним заводом в 1933 — 1939 роках.

## Історія створення
На початку 1930-х Д. І. Кондратьєв у складі групи ленінградських фахівців відвідав Сполучені Штати Америки для ознайомлення з місцевими розробками. За основу для нової моделі ленінградського трамвая було взято трамвай конструкції Пітера Вітта. Конструкцію було змінено відповідно до місцевих вимог: зокрема було зменшено ширину вагона. Перші вагони були побудовані в Центральних ремонтних майстернях, що розташовувалися на території парку імені Леонова. Надалі випуск був налагоджений на Ленінградському вагоноремонтному заводі. Вагон отримав назву МА (Моторний американського типу), а його причіпна модифікація — ПА (Прицепний американського типу), у народі швидко закріпилося прізвисько «американка». Пізніше назва вагона була змінена на ЛМ-33 (Ленінградський моторний проекту 1933 року) та ЛП-33 (Ленінградський причепного проекту 1933 року) відповідно.
Випускалися ЛМ-33 та ЛП-33 в 1933 — 1939 роках.

## Експлуатація
Поїзди ЛМ-33 - ЛП-33 працювали в Ленінграді 1933 — 18 березня 1979 року.
На базі ЛМ-33 в 1970-ті роки були створені також і вантажні платформи, аналогічні вагону 4435. Останні з них списані наприкінці 1990-х років (за винятком вагону 4435). На базі ЛП-33 було створено вагони моделі ЛПГ-33.

## Збережені екземпляри
До наших днів збереглося два екземпляри ЛМ-33 в Музеї електричного транспорту в Санкт-Петербурзі: пасажирський вагон №4275 (на ходу) і вантажна платформа на базі ЛМ-33 № 4435 (очікує відновлення).
Також на ходу знаходиться причіпний вагон ЛП-33 №4454.
У жовтні 2019 року ГУП «Міськелектротранс» представило вагон за мотивами ЛМ-33, який має стати першим туристичним трамваєм міста.